# Чемпіонат світу з боротьби 1999
Чемпіонат світу з боротьби 1999 складався з трьох окремих чемпіонатів. Змагання з вільної боротьби серед чоловіків пройшли в Анкарі (Туреччина) з 7 по 10 жовтня, серед жінок — в Будені (Швеція) з 10 по 12 вересня, а змагання з греко-римської боротьби серед чоловіків — в Афінах (Греція) з 23 по 26 вересня.
Був розіграний двадцять два комплекта нагород — по вісім у греко-римській та вільній боротьбі серед чоловіків, та шість — в жіночій боротьбі.

## Загальний медальний залік
| Місце  | Країна         | Золото | Срібло | Бронза | Загалом |
| ------ | -------------- | ------ | ------ | ------ | ------- |
| 1      | Росія          | 4      | 3      | 2      | 9       |
| 2      | США            | 3      | 2      | 1      | 6       |
| 3      | Південна Корея | 3      | 2      | 0      | 5       |
| 4      | Куба           | 3      | 1      | 0      | 4       |
| 4      | Японія         | 3      | 1      | 0      | 4       |
| 6      | Туреччина      | 2      | 1      | 2      | 5       |
| 7      | Канада         | 1      | 1      | 1      | 3       |
| 8      | Франція        | 1      | 1      | 0      | 2       |
| 8      | Казахстан      | 1      | 1      | 0      | 2       |
| 10     | Україна        | 1      | 0      | 1      | 2       |
| 11     | Німеччина      | 0      | 3      | 1      | 4       |
| 12     | КНР            | 0      | 2      | 1      | 3       |
| 12     | Іран           | 0      | 2      | 1      | 3       |
| 14     | Узбекистан     | 0      | 1      | 2      | 3       |
| 15     | Польща         | 0      | 1      | 1      | 2       |
| 16     | Болгарія       | 0      | 0      | 2      | 2       |
| 16     | Швеція         | 0      | 0      | 2      | 2       |
| 18     | Білорусь       | 0      | 0      | 1      | 1       |
| 18     | Греція         | 0      | 0      | 1      | 1       |
| 18     | Ізраїль        | 0      | 0      | 1      | 1       |
| 18     | Киргизстан     | 0      | 0      | 1      | 1       |
| 18     | Норвегія       | 0      | 0      | 1      | 1       |
| Всього | Всього         | 22     | 22     | 22     | 66      |

## Командний залік
| Місце | Вільна боротьба, чоловіки | Вільна боротьба, чоловіки | Греко-римська боротьба, чоловіки | Греко-римська боротьба, чоловіки | Вільна боротьба, жінки | Вільна боротьба, жінки |
| Місце | Команда                   | Очки                      | Команда                          | Очки                             | Команда                | Очки                   |
| ----- | ------------------------- | ------------------------- | -------------------------------- | -------------------------------- | ---------------------- | ---------------------- |
| 1     | Росія                     | 48                        | Росія                            | 40                               | США                    | 47                     |
| 2     | США                       | 45                        | Куба                             | 38                               | Японія                 | 46                     |
| 3     | Туреччина                 | 45                        | Південна Корея                   | 32                               | КНР                    | 29.5                   |
| 4     | Іран                      | 34                        | Казахстан                        | 26                               | Росія                  | 29                     |
| 5     | Узбекистан                | 30                        | Туреччина                        | 26                               | Канада                 | 24                     |
| 6     | Південна Корея            | 28                        | Білорусь                         | 25                               | Венесуела              | 22                     |
| 7     | Україна                   | 24                        | Угорщина                         | 22                               | Україна                | 20.5                   |
| 8     | Куба                      | 20                        | Німеччина                        | 19                               | Швеція                 | 20                     |
| 9     | Болгарія                  | 18                        | Швеція                           | 18                               | Норвегія               | 20                     |
| 10    | Німеччина                 | 17                        | Болгарія                         | 16                               | Франція                | 17                     |

## Медалісти

#### Вільна боротьба
| Категорія | Золото                     | Срібло                        | Бронза                       |
| 54 кг     | Кім У Йон Республіка Корея | Адхам Ачилов Узбекистан       | Олександр Захарук Україна    |
| 58 кг     | Гарун Доган Туреччина      | Аліреза Дабір Іран            | Дамір Захартдінов Узбекистан |
| 63 кг     | Ельбрус Тедеєв Україна     | Чан Дже Сон Республіка Корея  | Раміль Ісламов Узбекистан    |
| 69 кг     | Даніель Ігалі Канада       | Лінкольн Макілраві США        | Юксель Шанли Туреччина       |
| 76 кг     | Адам Сайтієв Росія         | Александер Ляйпольд Німеччина | Адем Берекет Туреччина       |
| 85 кг     | Йоель Ромеро Куба          | Хаджимурад Магомедов Росія    | Лес Гатчес США               |
| 97 кг     | Сагід Муртазалієв Росія    | Аліреза Хейдарі Іран          | Марек Гармулевич Польща      |
| 130 кг    | Стівен Ніл США             | Андрій Шумілін Росія          | Аббас Джадіді Іран           |

#### Греко-римська боротьба
| Категорія | Золото                        | Срібло                     | Бронза                        |
| До 54 кг  | Ласаро Рівас Куба             | Ха Те Йон Республіка Корея | Альфред Тер-Мкртчян Німеччина |
| До 58 кг  | Кім Ін Соп Республіка Корея   | Юрій Мельниченко Казахстан | Армен Назарян Болгарія        |
| До 63 кг  | Мхітар Манукян Казахстан      | Шереф Ероглу Туреччина     | Михайло Бейлін Ізраїль        |
| До 69 кг  | Сон Сан Піль Республіка Корея | Олександр Третьяков Росія  | Володимир Копитов Білорусь    |
| До 76 кг  | Назмі Авлуджа Туреччина       | Івон Ріємер Франція        | Дімітріос Авраміс Греція      |
| До 85 кг  | Луїс-Енріке Мендес Куба       | Томас Цандер Німеччина     | Раатбек Санатбаєв Киргизстан  |
| До 97 кг  | Гогі Когуашвілі Росія         | Анджей Вронський Польща    | Мікаель Юнгберг Швеція        |
| До 130 кг | Олександр Карелін Росія       | Ектор Міліан Куба          | Сергій Мурейко Болгарія       |

### Жіноча боротьба
| Категорія | Золото                | Срібло                 | Бронза                   |
| До 46 кг  | Трісія Саундерс США   | Чжун Сіює Китай        | Інга Карамчакова Росія   |
| До 51 кг  | Сейко Ямамото Японія  | Еріка Шарп Канада      | Ґао Яньчжи Китай         |
| До 56 кг  | Анна Гоміс Франція    | Маріко Сімідзу Японія  | Гудрун Хейє Норвегія     |
| До 62 кг  | Аяко Сьода Японія     | Мен Лілі Китай         | Лотта Андерссон Швеція   |
| До 68 кг  | Сандра Бечер США      | Аніта Шетцле Німеччина | Анна Шамова Росія        |
| До 75 кг  | Кьоко Хамаґуті Японія | Крісті Марано США      | Крістін Нордхаген Канада |